# Lars Christensen

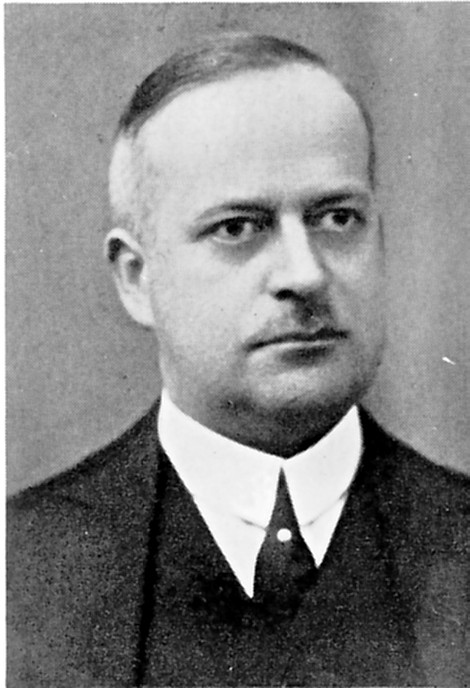
Lars Christensen

Lars Christensen (Sandar, Vestfold, 6 april 1884 - 10 december 1965) was een Noors zakenman.

## Biografie
Christensen werd geboren als zoon van Christen Christensen (1845-1923). Vader Christensen bezat schepen voor de walvisjacht. In 1909 stapte hij mee in de zaak van zijn vader. In 1910 verkocht hij het schip de Endurance aan Ernest Shackleton. De oorspronkelijke bedoeling van Christensen was om het schip in te zetten in arctisch gebied voor toeristencruises.
Christensen had een grote interesse in Antarctica. In 1927 claimde hij reeds om Bouveteiland van Britse eigendom Noorse eigendom te laten worden. Samen met zijn vrouw Ingrid trok hij in 1936 en 1937 op expeditie naar Antarctica. Hij was een van de eerste personen die gebruik maakte van een watervliegtuigen op Antarctica. Ingrid Christensen was de eerste vrouw die over het antarctische continent vloog.
Tijdens de Tweede Wereldoorlog werkte Christensen als Noors ambassadeur in Washington D.C..
Op Antarctica is naar Christensen een berg vernoemd: de Lars Christensen Peak.